# Kelatl
Kelatl (QElā'tl), najuzvodnije od plemena iz skupine Cowichan (uža grupa Stalo), porodica salishan, s rijeke Fraser u kanadskoj provinciji Britanska Kolumbija. Njihovo središte bio je grad Asilao blizu današnjeg Yalea. Spominje ih Boas u Rep. Brit. A. A. S. (1894)